# 格里克斯托 (加利福尼亞州)
格里克斯托爾（英語：Greekstore）是位於美國加利福尼亞州普萊瑟縣的一個非建制地區。該地的面積和人口皆未知。

## 地理
格里克斯托爾的座標為39°04′37″N 120°33′31″W / 39.07694°N 120.55861°W，而該地的平均海拔高度為1714米（即5623英尺）。